# Manuel de Freitas da Fonseca
Manuel de Freitas da Fonseca foi um administrador colonial português.
Ocupou o cargo de governador e mestre-de-campo da capitania do Rio de Janeiro, no Brasil, entre 22 de abril de 1732 e 26 de junho de 1733.
Assumiu o governo da capitania logo após a deposição de Luís Vaía Monteiro, declarado impedido pela Câmara por debilidade mental. Governou por breve período até a assunção de Gomes Freire de Andrade, 1.º Conde de Bobadela.